# Pleyel et Cie

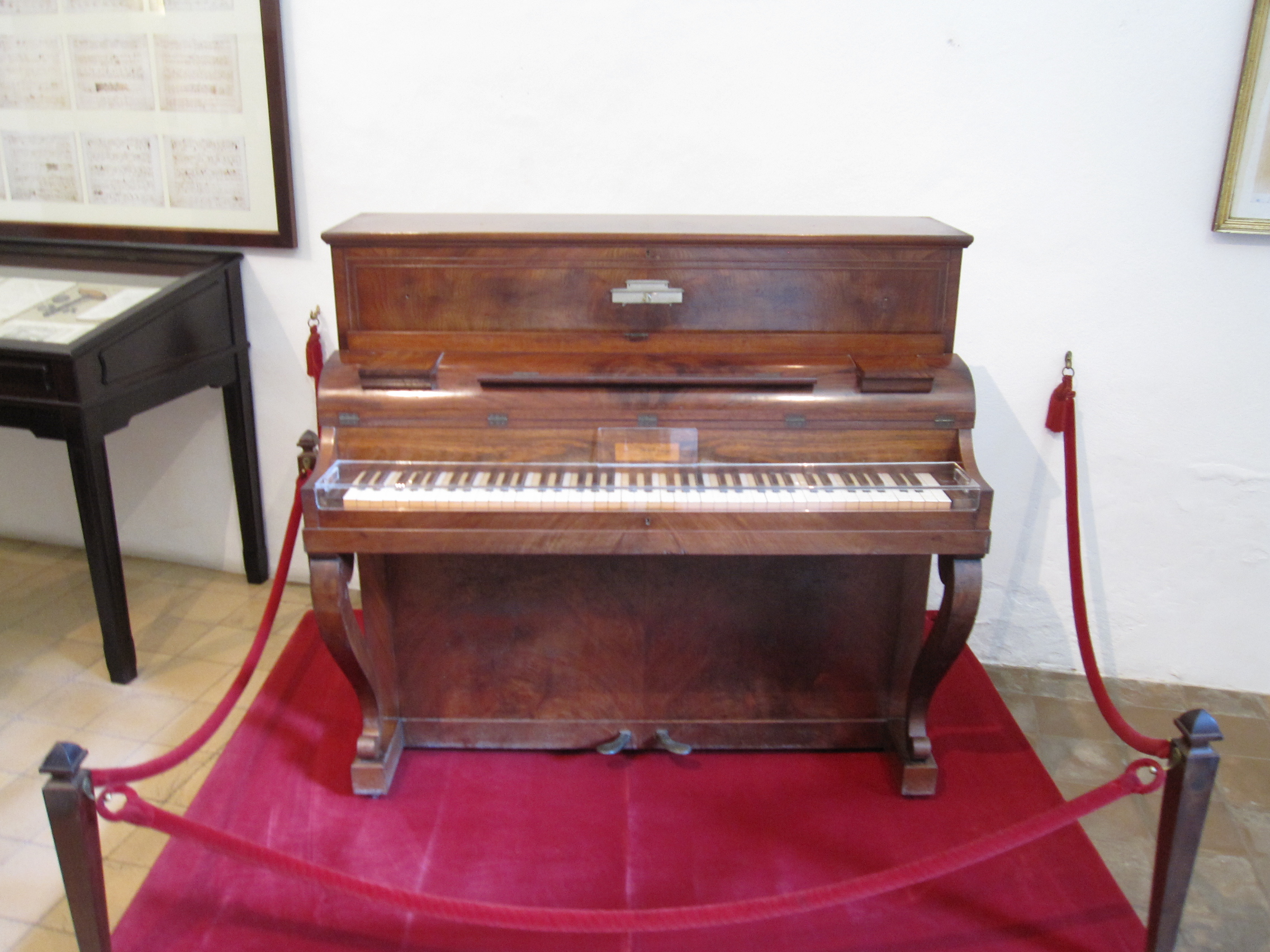
Chopinův klavír značky Pleyel v cele č. 4 v bývalém klášteře Valldemossa na Mallorce

Pleyel et Cie je francouzská společnost vyrábějící klavíry založená skladatelem Ignácem Pleyelem v 1807 a následně vedená jeho synem Camillem (od roku 1815 se Camille připojil jako obchodní partner).

## Činnost společnosti
Společnost poskytovala klavíry Fryderyku Chopinovi, který považoval klavíry Pleyel za «nonplusultra».Klavíry Pleyel si vybírali skladatelé jako Debussy, Saint-Saëns, Ravel, de Falla a Stravinskij a klavíristé a učitelé jako Alfred Cortot, Philip Manuel a Gavin Williamson. Společnost také provozuje koncertní síň Salle Pleyel, ve které se konal Chopinův první a poslední pařížský koncert. Za největší přínos firmy do vývoje stavby klavírů je prvé použití kovového rámu.
V 80. letech společnost Pleyel odkoupila Erard a Gaveau, klavírní společnosti, které také vyráběly klavíry ve Francii. V roce 2008 představila továrna nová piana navržená slavnými designéry. Po úplném sestavení klavíru, čeká nástroj dalších 30–40 hodin jemného doladění. Na konci roku 2013 společnost oznámila, že ukončí výrobu klavírů ve Francii.
V září 2009 vytvořil výrobce klavírů Paul McNulty rekonstrukci modelu Pleyelova klavíru z roku 1830, který je nyní ve sbírce Chopinova institutu ve Varšavě. Kopie byla použita v První Mezinárodní Chopinově soutěž na dobové nástroje v září 2018.

## Nahrávky na originálech a kopiích klavírů Pleyel et Cie
1. Yuan Sheng. Frederic Chopin. Ballades Nos 1-4/Impromptus Nos 1-4. Nahráno na originálním klavíru Pleyel et Cie z roku 1845
2. Ronald Brautigam. Felix Mendelssohn. Piano Concertos. Nahráno na kopii klavíru Pleyel z roku 1830 of Paula McNultyho
3. Janusz Olejniczak Chopin evening. Nahráno na originálním klavíru Pleyel z roku 1831
4. Alexei Lubimov. Chopin, Bach, Mozart, Beethoven: at Chopin’s home piano. Nahráno na originálním klavíru Pleyel z roku 1843
5. Dina Yoffe. Fryderyk Chopin. Piano Concertos No 1 & 2. Version for one piano. Nahráno na originálních klavírech Pleyel z roku 1848 a Erard z roku 1838
6. Viviana Sofronitsky, Sergei Istomin. Frederyk Chopin. Complete works for cello and piano. Hahráno na kopii klavíru Pleyel z roku 1839 od Paula McNultyho
7. Kevin Kenner. Fryderyk Chopin. 4 Impromptus. Nahráno na originálním klavíru Pleyel z roku 1848
8. Tomasz Ritter. Fryderyk Chopin. Sonata in B Minor, Ballade in F minor, Polonaises, Mazurkas. Karol Kurpinski. Polonaise in D minor. Nahráno na originálním klavíru Pleyel z roku 1842, Erard z roku 1837 a kopii klavíru Buchholtz cca z roku 1825-1826 od Paula McNultyho